# NGC 2706
NGC 2706 é uma galáxia espiral (Sbc) localizada na direcção da constelação de Hydra. Possui uma declinação de -02° 33' 48" e uma ascensão recta de 8 horas, 56 minutos e 12,3 segundos.
A galáxia NGC 2706 foi descoberta em 27 de Fevereiro de 1886 por Lewis A. Swift.